# Cape Fear (película de 1991)
Cape Fear (El cabo del miedo en España y Cabo de miedo en Hispanoamérica) es una película estadounidense de 1991 del género suspenso psicológico dirigida por Martin Scorsese a partir de un guion escrito por Wesley Strick. Es un remake de la película de 1962 del mismo nombre, que se basó en la novela de 1957 The Executioners, escrita por John D. MacDonald. La película está protagonizada por Robert De Niro, Nick Nolte, Jessica Lange, Juliette Lewis y Joe Don Baker.
Robert Mitchum tiene un pequeño papel en la película, mientras que Gregory Peck (en su último crédito cinematográfico) y Martin Balsam hacen cameos, los tres mencionados protagonizaron la película original.
La trama de la película se centra en Max Cady, un violador convicto que, utilizando su nuevo conocimiento de la ley y sus numerosas lagunas, busca venganza contra un ex defensor público a quien culpa por su encarcelamiento de 14 años debido a la utilización de tácticas de defensa deliberadamente defectuosas durante su juicio.
La película marca la séptima colaboración entre Scorsese y De Niro. Cabo de miedo se estrenó en cines el 15 de noviembre de 1991 por los estudios Universal y fue un éxito de taquilla, recibiendo críticas positivas. La película fue nominada a varios premios, incluidos a los Óscar y Globos de Oro, Mejor Actor (De Niro) y Mejor actriz de reparto (Lewis).

## Argumento
Sam Bowden (Nick Nolte) es abogado en la ciudad de New Essex, en Carolina del Norte. Max Cady (Robert De Niro) es un antiguo cliente al que Bowden defendió 14 años atrás cuando trabajaba en el turno de oficio. Cady fue juzgado por violar y golpear brutalmente a una joven, y Bowden, horrorizado por el crimen de Cady, ocultó pruebas que podrían haber reducido la condena de Cady e incluso haberle permitido ser absuelto. Como Cady era analfabeto en el momento del juicio, no se dio cuenta de ello. Tras ser puesto en libertad, Cady localiza a Bowden. Durante su condena ha aprendido a leer, ha estudiado Derecho y se convirtió en su propio abogado, solicitando la revisión de su caso varias veces sin éxito. Cady da muestras de saber que Bowden ocultó pruebas en el juicio.
Varios incidentes relacionados con Cady afectan a la familia de Bowden, formada por su esposa Leigh (Jessica Lange) y su hija adolescente Danielle (Juliette Lewis). El perro de la familia muere envenenado, y Cady es visto merodeando por los alrededores de su propiedad. Bowden intenta hacer que Cady sea arrestado, pero el teniente de policía Elgart (Robert Mitchum) le dice que no hay pruebas de que Cady haya cometido ningún crimen. En un bar, Cady conoce a una compañera de trabajo de Bowden, Lori Davis (Illeana Douglas). Ella le lleva a su casa, donde él le pone unas esposas, le rompe el brazo, le arranca la piel de la mejilla de un mordisco y la viola. Lori se niega a presentar cargos contra Cady, avergonzada y traumatizada por lo ocurrido. Bowden contrata al detective privado Claude Kersek (Joe Don Baker) para que vigile a Cady.
Cady se acerca a Danielle en su escuela haciéndose pasar por su nuevo profesor de interpretación e incluso llega a besarla. Bowden advierte a Cady que se aleje de su familia o sufrirá las consecuencias, mientras Cady graba secretamente la conversación con una grabadora oculta. Kersek convence a Bowden de que contrate a tres hombres para que den una paliza a Cady, y mientras Bowden observa escondido, Cady se defiende de sus atacantes y los agrede violentamente. Cady usa la grabación de la amenaza de Bowden y una exageración de sus lesiones para pedir una orden de alejamiento contra Bowden. El nuevo abogado de Cady, Lee Heller (Gregory Peck), presenta una denuncia ante el colegio de abogados de Carolina del Norte, prometiendo hacer que inhabiliten a Bowden para ejercer la abogacía.
Kersek cree que Cady intentará entrar en casa de Bowden mientras este acude a testificar en una vista fuera de la ciudad, por lo que fingen la partida de Bowden y se ocultan en la casa, esperando que Cady intente entrar y pueda ser disparado en defensa propia. Cady logra infiltrarse en la casa, mata a Kersek y a la doncella y escapa. Bowden, Leigh y Danielle descubren los cuerpos, y horrorizados huyen a su casa flotante, un barco anclado en la zona norte del estado, en Cape Fear. Cady los sigue, sujeto al chasis de su coche. Esa noche, sube al barco y ataca a la familia, golpeando y atando a Bowden, y se dispone a violar a Leigh y a Danielle obligando a Bowden a verlo. Danielle rocía a Cady con líquido inflamable cuando él enciende un cigarro, envolviéndole en llamas y haciéndole saltar del barco. Sin embargo, Cady agarra una cuerda y vuelve a subir a bordo.
El barco se ve sacudido por una fuerte tormenta, mientras Cady, con graves quemaduras en el rostro, se enfrenta a Bowden. El movimiento del barco hace que Cady pierda el equilibrio, permitiendo a Bowden tener ventaja mientras Leigh y Danielle llegan a la orilla. Bowden usa las esposas de Cady para atarle al barco. El barco choca con una roca y es destruido, y la pelea continúa en la orilla. Una fuerte ola arrastra los restos del barco y también a Cady, que termina ahogándose. Bowden se limpia la sangre de Cady de las manos y se reúne con Leigh y Danielle.

## Reparto
- Robert De Niro como Max Cady
- Nick Nolte como Sam Bowden
- Jessica Lange como Leigh Bowden
- Juliette Lewis como Danielle Bowden
- Joe Don Baker como Claude Kersek
- Robert Mitchum como Teniente Elgart
- Gregory Peck como Lee Heller
- Martin Balsam como Juez
- Illeana Douglas como Lori Davis
- Fred Dalton Thompson como Tom Broadbent
- Zully Montero como Graciela

## Producción
Originalmente desarrollada por Steven Spielberg, finalmente decidió que la película era demasiado violenta y se la cambió a Martin Scorsese a cambio de La lista de Schindler (1993) que Scorsese había decidido no hacer. Scorsese accedió a dirigir Cabo de miedo porque Universal apoyó su controvertida película La última tentación de Cristo (1988). Aunque Spielberg permaneció como productor a través de su casa productora Amblin Entertainment, eligió no ser acreditado en el producto final.
Aunque Scorsese ya había trabajado previamente con Nick Nolte en Historias de Nueva York (1989), originalmente imaginó a Harrison Ford en el papel de Sam Bowden. Sin embargo, Ford accedió a estar en la película solo si podía interpretar a Max Cady. Nolte, que estaba interesado en interpretar a Bowden, convenció a Scorsese para que lo eligiera en su lugar. Drew Barrymore y Reese Witherspoon audicionaron para el papel de Danielle Bowden y según informes, Spielberg quería que Bill Murray interpretara a Cady.
A pesar de ser más alto que Robert De Niro, que mide 1.75 m (5 pies y 9 pulgadas), Nolte perdió peso para la película mientras que De Niro ganó músculo, dando la apariencia de que Cady es el hombre más fuerte.
El trabajo de Alfred Hitchcock fue una influencia significativa en el estilo de Cabo de miedo. Al igual que con la película de 1962 del mismo nombre, donde el director J. Lee Thompson reconoció específicamente la influencia de Hitchcock y empleó a Bernard Herrmann para componer la banda sonora, Scorsese también adoptó el estilo de Hitchcock, utilizando ángulos de cámara, iluminación y técnicas de edición inusuales. Los créditos iniciales fueron diseñados por Saul Bass, un colaborador frecuente de Hitchcock, y el vínculo con Hitchcock se consolidó aún más con la reutilización de la banda sonora original de Herrmann, aunque modificada por Elmer Bernstein. Se reutilizaron partes de las secuencias de títulos de Bass del final inédito de su película Phase IV.
El rodaje de la película se llevó a cabo en 17 semanas en el sur de Florida, Estados Unidos.

## Recepción

### Taquilla
Cabo de miedo recaudó $10.5 millones durante su primer fin de semana, ocupando el primer lugar en la taquilla, superando a La pequeña pícara. La película sería superada por Los locos Addams una semana después, pero aun así ganó otros $10 millones mientras se mantenía por delante de La bella y la bestia. Cabo de miedo fue un éxito de taquilla, recaudando $182,291,969 en todo el mundo.

### Crítica
En el sitio web de agregador de reseñas Rotten Tomatoes, Cabo de miedo tiene un índice de aprobación del 75% basado en 55 reseñas, con una puntuación promedio de 6.9/10. El consenso de los críticos del sitio dice: "Inteligente y elegante, Cabo de miedo es una sorpresa alegremente convencional de Martin Scorsese, con una actuación aterradora y brillante de Robert De Niro". En Metacritic, la película tiene una puntuación media ponderada de 73 sobre 100, basada en 9 críticos, lo que indica "críticas generalmente favorables".
Roger Ebert le dio a la película tres estrellas, comentando:
Cabo de miedo es una realización cinematográfica impresionante, que muestra a Scorsese como un maestro de un género tradicional de Hollywood que es capaz de moldearlo según sus propios temas y obsesiones. Pero cuando miro esta película de $35 millones con grandes estrellas, efectos especiales y valores de producción, me pregunto si representa un buen augurio del mejor director que trabaja ahora.

### Premios y nominaciones
| Premio                                                | Categoría                 | Persona            | Resultado  |
| ----------------------------------------------------- | ------------------------- | ------------------ | ---------- |
| Premios Óscar                                         | Mejor actor               | Robert De Niro     | Nominado   |
| Premios Óscar                                         | Mejor actriz de reparto   | Juliette Lewis     | Nominada   |
| Premios Globo de Oro                                  | Mejor actor – Drama       | Robert De Niro     | Nominado   |
| Premios Globo de Oro                                  | Mejor actriz de reparto   | Juliette Lewis     | Nominada   |
| Premios BAFTA                                         | Mejor fotografía          | Freddie Francis    | Nominado   |
| Premios BAFTA                                         | Mejor montaje             | Thelma Schoonmaker | Nominada   |
| Premios Oso de Oro                                    | Mejor director            | Martin Scorsese    | Nominado   |
| Premios BMI                                           | Mejor banda sonora        | Elmer Bernstein    | Ganador    |
| Premios CFCA                                          | Mejor director            | Martin Scorsese    | Nominado   |
| Premios CFCA                                          | Mejor actriz de reparto   | Juliette Lewis     | Nominada   |
| Premios CFCA                                          | Mejor actriz promesa      | Juliette Lewis     | Ganadora   |
| Premios David di Donatello                            | Mejor actor extranjero    | Robert De Niro     | Nominado   |
| Premios Jupiter                                       | Mejor actor internacional | Robert De Niro     | Ganadora   |
| Kansas City Film Critics Circle Award                 | Mejor actriz de reparto   | Juliette Lewis     | Ganadora   |
| MTV Movie Awards                                      | Mejor beso                | Juliette Lewis     | Nominación |
| MTV Movie Awards                                      | Mejor beso                | Robert De Niro     | Nominación |
| MTV Movie Awards                                      | Mejor actuación masculina | Robert De Niro     | Nominado   |
| MTV Movie Awards                                      | Mejor villano             | Robert De Niro     | Nominado   |
| Premios NSFC                                          | Mejor actriz de reparto   | Juliette Lewis     | 2.º lugar  |
| Premios del Círculo de Críticos de Cine de Nueva York | Mejor actriz de reparto   | Juliette Lewis     | 2.º lugar  |
| Premios del Círculo de Críticos de Cine de Nueva York | Mejor cinematógrafo       | Freddie Francis    | 2.º lugar  |

## Parodia de Los Simpson
Cabo de miedo fue parodiada en el episodio Cape Feare, perteneciente a la quinta temporada de la popular serie animada Los Simpson. En dicho episodio, la familia es acosada por el Sideshow Bob, un trasunto de Max Cady, y deben mudarse a una casa flotante y cambiar su apellido, de similar manera a lo que ocurría en esta película. En el capítulo también aparecen secuencias idénticas a las de la película, como la del cine, en la que Bob molesta a la familia Simpson con su puro de similar manera (con idénticos gestos) que Cady en la cinta.